# Flagrina
Flagrina es un género de foraminífero bentónico considerado un sinónimo posterior de Bathysiphon de la subfamilia Bathysiphoninae, de la familia Rhabdamminidae, de la superfamilia Astrorhizoidea, del suborden Astrorhizina y del orden Astrorhizida. Su especie tipo era Flagrina staminea. Su rango cronoestratigráfico abarcaba el Carniense (Triásico superior).

## Discusión
Clasificaciones previas incluían Flagrina en el suborden Textulariina del orden Textulariida.

## Clasificación
Flagrina incluía a las siguientes especies:
- Flagrina bohajeci †
- Flagrina flagellata †
- Flagrina fustis †
- Flagrina staminea †
- Flagrina vitta †